# Canadian Forces Base Edmonton

i7
i11
i13
CFB Edmonton, bekannt auch als Edmonton Garrison oder „Steele Barracks“, ist ein Militärstützpunkt der kanadischen Streitkräfte in der Nähe von Edmonton, Alberta, Kanada.

## Geschichte
Das Airfield begann seinen operativen Betrieb am Ende des Ersten Weltkriegs und war wesentlich an der Entwicklung der nördlichen Landesregionen beteiligt. Während des Zweiten Weltkriegs wurde der Flugplatz von der Royal Canadian Air Force (RCAF) als Ausbildungs- und Trainingszentrum unter dem British Commonwealth Air Training Plan genutzt. Es befand sich eine Elementary Flying Training School und die Air Observers School auf dem Stützpunkt. Eine weitere Ausbildungseinrichtung, die Initial Training School befand sich an der University of Alberta.
Die beiden Landebahnen wurden 1994 geschlossen. Seitdem wird nur noch eine kleine Fläche für den Flugbetrieb der hier stationierten Hubschraubereinheit genutzt. Hauptnutzer der Basis ist heute die 3rd Canadian Division mit Teilen der ihr zugehörigen Einheiten.

## Einheiten
Auf dem Militärstützpunkt sind stationiert:
- 408. Tactical Helicopter Squadron
- 3rd Canadian Division
  - 1st und 3rd Battalion „Princess Patricia’s Canadian Light Infantry“ (Infanteriebataillone)
  - „Lord Strathcona’s Horse“ (Panzerbataillon)
  - 1st Combat Engineer Regiment (Panzerpionierregiment)
  - 8th Field Engineer Regiment (Pionierregiment)

Im Jahr 2010 waren auf der Basis 4237 Soldaten, 905 Reservisten und 665 Zivilbeschäftigte stationiert.